# Williston (Florida)
Williston és una població dels Estats Units a l'estat de Florida. Segons el cens del 2000 tenia 2.297 habitants.

## Demografia
Segons el cens del 2000, Williston tenia 2.297 habitants, 836 habitatges, i 580 famílies. La densitat de població era de 146,3 habitants/km².
Dels 836 habitatges en un 31,8% hi vivien nens de menys de 18 anys, en un 42,9% hi vivien parelles casades, en un 22% dones solteres, i en un 30,6% no eren unitats familiars. En el 25,6% dels habitatges hi vivien persones soles el 12,7% de les quals corresponia a persones de 65 anys o més que vivien soles. El nombre mitjà de persones vivint en cada habitatge era de 2,56 i el nombre mitjà de persones que vivien en cada família era de 3,03.
Per edats la població es repartia de la següent manera: un 26,2% tenia menys de 18 anys, un 8,6% entre 18 i 24, un 25,2% entre 25 i 44, un 20,3% de 45 a 60 i un 19,8% 65 anys o més.
L'edat mediana era de 38 anys. Per cada 100 dones de 18 o més anys hi havia 76,9 homes.
La renda mediana per habitatge era de 25.795 $ i la renda mediana per família de 26.918 $. Els homes tenien una renda mediana de 22.331 $ mentre que les dones 20.634 $. La renda per capita de la població era de 15.628 $. Entorn del 22,4% de les famílies i el 22,6% de la població estaven per davall del llindar de pobresa.

## Poblacions més properes
El següent diagrama mostra les poblacions més properes.